# Television Critics Association
La Television Critics Association (ou TCA) est une association d'environ 220 journalistes et critiques américains et canadiens qui couvrent la programmation télévisuelle des États-Unis.
Ils se réunissent environ deux fois par an à Los Angeles, au cours de deux conférences connues sous les noms de Winter et Summer Press Tour. Ils organisent chaque année les TCA Awards.

## Press Tour
Les TCA Press Tours permettent aux réseaux de chaînes télévisées majeurs, publics et câblés, de présenter leurs nouvelles grilles de programmes à un large groupe de journalistes issus des différents domaines de la presse écrite et en ligne. Au cours de ces conférences semestrielles, les membres de la TCA assistent pendant deux ou trois semaines à des séances présentées par les différents réseaux, chacun se voyant alloué un temps (quelques jours) pour la diffusion de leurs programmes.

## TCA Awards
Les TCA Awards récompenses les meilleures séries télévisées de la saison précédente, ainsi que les acteurs et actrices de ces séries. D'autres catégories récompenses les meilleurs programmes pour enfants et les programmes d'information.
Les cérémonies se déroulent chaque été depuis 1985.